# Thomas Sauveterre
Pour les articles homonymes, voir Sauveterre.

a Compétitions nationales et continentales officielles uniquement.

Dernière mise à jour le 1 septembre 2024.
Thomas Sauveterre, né le 10 mai 1993, est un joueur français de rugby à XV évoluant au poste de talonneur à Provence Rugby. Il est le fils de l'ancien rugbyman Jean-Jacques Sauveterre.

## Biographie
Étudiant en aménagement paysager, Thomas Sauveterre fait partie des jeunes du centre de formation du MHR quand il signe en 2015 un contrat espoir d’une durée d’un an avec son club. Il fait ses débuts en Top 14 avec le club montpelliérain le 7 novembre 2015, lors d'un match contre le RC Toulon en remplaçant Mickaël Ivaldi à l'heure de jeu. 
En juin 2016, il signe un contrat professionnel d'un an avec l'US Carcassonne avant de prolonger son contrat.
De février 2022 à mai 2024, il est membre du comité directeur de Provale, le syndicat national des joueurs de rugby professionnels.
En avril 2022, il s'engage pour deux saisons avec le Biarritz olympique. Sa signature à Provence Rugby pour deux ans est annoncée en février 2024.